# Barnetteffect
Het barnetteffect is het door Samuel Jackson Barnett verklaarde verschijnsel dat een niet te korte ijzeren cilinder die snel om zijn lengteas wentelt, licht gemagnetiseerd wordt. De mate van magnetisatie is afhankelijk van de rotatiesnelheid. Barnett verklaarde dit uit de invloed die de rotatie uitoefent op de elektronen in de ijzeratomen bij hun omwenteling om de kern. Voor een ongeladen metallisch voorwerp met een hoeksnelheid ω geldt de betrekking:
{\displaystyle M={\frac {\chi \cdot \omega }{\gamma }}}
waarbij:
- M = totale magnetisatie
- γ = gyromagnetische verhouding
- χ = magnetische susceptibiliteit

Een voorwerp dat met een frequentie van 100 Hz geroteerd wordt, wekt een magnetisch veld van ongeveer 10−8 tesla op.
Ongeveer terzelfder tijd ontdekten Albert Einstein en Wander Johannes de Haas het tegengestelde effect: een verticaal opgehangen ijzeren cilinder draait juist weinig als hij plotseling gemagnetiseerd wordt. Dit wordt het Einstein-de Haas-effect genoemd.